# 제42회 NHK 홍백가합전
《제42회 NHK 홍백가합전》(일본어: 第42回NHK紅白歌合戦 다이욘주니카이에누에이치케이코하쿠우타갓센[*])는 1991년 12월 31일에 방송된 통산 42회째인 NHK 홍백가합전이다.

## 소개
걸프전쟁, 소련해체, 버블경제붕괴라는 격동의 시대를 배경으로, 「どんなときも。」, 「愛は勝つ」등 메시지 있는 노래가 히트했다.

## 사회자
- 종합사회 - 야마카와 시즈오 아나운서
- 홍조(紅組) - 아사노 유우코
- 백조(白組) - 사카이 마사아키

## 심사원
- 마스이 미츠코 : 90년 여성 최초 다마 동물공원 원장 취임.
- 야마사키 도요코 : 91년 소설 『大地の子』로 제 39회 기쿠치간상 수상.
- 아키야마 고지 : 세이부 라이온스를 90년에 이어 1991년 일본 시리즈도 우승으로 이끈 공적으로 일본 시리즈 MVP 및 쇼리키 마쓰타로상 수상.
- 아시하라 스나오 : 91년 청춘소설 『青春デンデケデケデケ』로 제 105회 나오키상 수상.
- 하나다 마사루·다카노하나 코지 : 스모 마에가시라.
- 오가타 나오토 : 92년 NHK 대하드라마 『信長 KING OF ZIPANGU』 주인공 오다 노부나가 역.
- 와시오 이사코 : 『信長 KING OF ZIPANGU』에서 오이치노 가타 역.
- 다나카 요시코 : 91년 연속 TV 소설 『君の名は』에 출연.

## 출장가수
진한 글씨는 그 해 이긴 조를 나타냄.

괄호 안의 숫자는 출장횟수를 나타냄.

### 1부
- 홍조(紅組) :
  - 니시다 히카루 (2) 〈ときめいて〉
  - 쿠도 시즈카 (4) 〈メタモルフォーゼ〉
  - 나카야마 미호 (4) 〈Rosa〉
  - 모리구치 히로코 (1) 〈ETERNAL WIND－ほほえみは光る風の中－〉
  - 어우양페이페이 (2) 〈ラヴ・イズ・オーヴァー〉
  -  라이마 (1) 〈VERNISAGE～ELIZABET～〉
  - 고다이 나츠코 (2) 〈恋挽歌〉
  - 오오츠키 미야코 (5) 〈冬の華〉
  - 나가이 마리코 (1) 〈ZUTTO〉
  - 미야코 하루미 (23) 〈王将一代　小春しぐれ〉

- 백조(白組) :
  - 버블검 브라더스 (1) 〈WON'T BE LONG〉
  - SMAP (1) 〈Can't stop!! -LOVING-〉
  - 요시다 에이사쿠 (2) 〈もしも君じゃなきゃ〉
  -  스모키 마운틴 (1) 〈TO YONA!（COME ON!）〉
  -  벤처스 (1) 〈Pipeline〉
  - 마에카와 키요시 (1) 〈そして神戸〉
  - 칸무리 지로 (1) 〈酒場〉
  - 요시 이쿠조 (6) 〈女のかぞえ唄〉
  - 체커즈 (8) 〈ミセス・マーメイド〉
  - 가와시마 에고 (1) 〈時代おくれ〉

### 2부
- 홍조(紅組) :
  - 야마모토 린다 (5) 〈どうにもとまらない～狙いうち〉
  - Mi-Ke (1) 〈想い出の九十九里浜〉
  - DREAMS COME TRUE (2) 〈Eyes to me〉
  - 하라 유우코 (1) 〈花咲く旅路〉
  - 미나미 사오리 (8) 〈色づく街〉
  -  세라 브라이트먼 (1) 〈オペラ座の怪人〉
  - 코자이 카오리 (1) 〈流恋草〉
  - 마츠바라 노부에 (6) 〈離愁・・・秋から冬へ〉
  - 모리야마 료코 (6) 〈People〉

- 백조(白組) :
  - 톤네루즈 (1) 〈情けねえ〉
  - 미카와 켄이치 (8) 〈さそり座の女〉
  - 히카루GENJI (4) 〈WINNING RUN〉
  - X (1) 〈Silent Jealousy〉
  - KAN (1) 〈愛は勝つ〉
  - 소년대 (6) 〈ＭＡＳＫ’91〉
  - 토바 이치로 (5) 〈師匠〉
  - 키나 쇼키치 (1) 〈花～すべての人の心に花を～〉
  -  앤디 윌리엄스 (1) 〈Moon River〉

### 3부
- 홍조(紅組) :
  - 야시로 아키 (18) 〈舟唄〉
  - 등려군 (3) 〈時の流れに身をまかせ〉
  - 고바야시 사치코 (13) 〈冬化粧〉
  - 사와다 치카코 (1) 〈会いたい〉
  - 가와나카 미유키 (9) 〈炎情歌〉
  -  계은숙 (4) 〈悲しみの訪問者〉
  - 사카모토 후유미 (4) 〈火の国の女〉
  - 이시카와 사유리 (14) 〈港唄〉
  - 와다 아키코 (15) 〈あの鐘を鳴らすのはあなた〉

- 백조(白組) :
  - 호리우치 타카오 (4) 〈愛しき日々〉
  - 사다 마사시 (4) 〈奇跡～大きな愛のように～〉
  - 마키하라 노리유키 (1) 〈どんなときも。〉
  - 스즈키 마사유키 (1) 〈ガラス越しに消えた夏〉
  - 호소카와 타카시 (17) 〈応援歌、いきます〉
  - 모리 신이치 (24) 〈泣かせ雨〉
  - 이츠키 히로시 (21) 〈おしどり〉
  - 키타지마 사부로 (28) 〈北の大地〉
  - 타니무라 신지 (5) 〈昴〉